# Jerome Soltan
Jerome Soltan (ur. 16 września 1929, zm. 15 grudnia 2010) – amerykański architekt związany z Chicago.

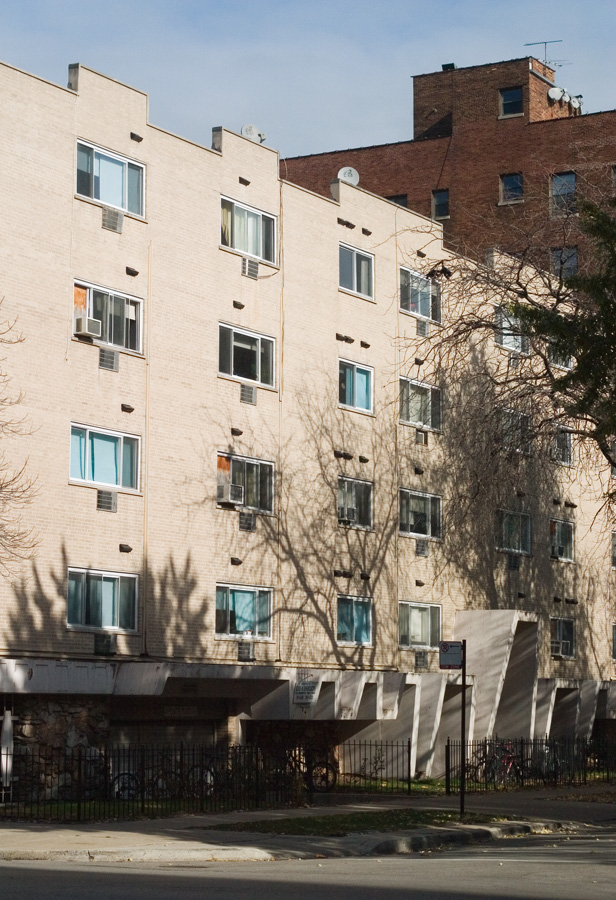
Budynek typu "Four Plus One" przy 5101 Sheridan Road w Chicago

W 1952 ukończył studia na Uniwersytecie Illinois, a następnie pracował jako projektant w pracowni "Henry L. and Karl Hewhouse". W 1955 otworzył własne biuro architektoniczne, był autorem licznych budynków mieszkalnych, obiektów handlowych i sakralnych, które powstawały w północnej części Chicago i na północnym przedmieściu. Należał do architektów, którzy zainicjowali tworzenie budynków mieszkalnych w modnym w drugiej połowie lat 60. i 70. XX wieku stylu "Four Plus One". Takie budynki składały się z czterech kondygnacji umieszczonych nad garażem podziemnym i były typowe dla północnej części Chicago. 

## Realizacje
Do najbardziej znanych projektów należą:
- Skokie Valley Traditional Synagogue;
- Mission Hills Country Club (Northbrook);
- Budynek mieszkalny 7247 N. Western;
- Budynek mieszkalny 2640 W. Touhy;
- Budynek mieszkalny 6611 N. Sheridan.